# République démocratique du Congo aux Jeux olympiques
La république démocratique du Congo participe aux Jeux olympiques pour la première fois en 1968 sous le nom de Congo-Kinshasa puis envoie des athlètes à chaque jeux depuis 1984 même si le pays participait jusqu'en 1996 sous le nom de Zaïre. Depuis les Jeux olympiques d'été de 2000, la nation est appelée République démocratique du Congo. Le pays n'a jamais participé aux Jeux d'hiver.
Le pays n'a jamais remporté de médailles.

## Histoire

### Apparition
- Jeux olympiques d'été de 1968:  République du Congo-Kinshasa
- Jeux olympiques d'été de 1984, de 1988, de 1992 et de 1996:  Zaïre
- Jeux olympiques d'été de 2000:  République démocratique du Congo
- Jeux olympiques d'été de 2004:  République démocratique du Congo
- depuis les Jeux olympiques d'été de 2008:  République démocratique du Congo